# Майред
Майред, Миред, (M), (англ. Mired; анаграмма английского термина micro reciprocal degree — обратный микроградус) — единица измерения, равная одному миллиону ({\displaystyle 10^{6}}), делённому на величину цветовой температуры, в соответствии с формулой:
{\displaystyle M={\frac {10^{6}}{T}},}
где: M — искомая величина в майредах, T — цветовая температура, выраженная в кельвинах (прежнее наименование — градусы Кельвина).
Следовательно, цветовой температуре галогенной лампы накаливания ~3200 K соответствует 312 майред, в то время как температуре стандартной электронной фотовспышки ~5500 K соответствует значение 182 майред.
Такие единицы измерения особенно удобны в качестве замены шкале цветовой температуры в фотографии, поскольку пропорциональны цветовым изменениям, а все вычисления сводятся к простейшим операциям сложения и вычитания. Так, при небольших цветовых температурах даже незначительное изменение, измеренное в Кельвинах, вызывает сильный сдвиг цветового баланса. В то же время при высоких значениях цветовой температуры изменения цвета менее значительны. При использовании обратной шкалы, размеченной в майредах, во всех её частях изменения цвета одинаково пропорциональны. Чаще всего шкала майредов используется для определения цвета и плотности конверсионного светофильтра, необходимых для согласования цветовой температуры съёмочного освещения и цветового баланса конкретной фотоплёнки или киноплёнки.
Для удобства иногда используют «декамайреды» (дM), каждый декамайред соответствует 10 майредам. Некоторые производители в обозначении конверсионных светофильтров указывают производимый ими сдвиг в декамайредах.
Обратная формула:
{\displaystyle T={\frac {1000000}{M}}}
может быть использована для получения значения температуры из соответствующей величины в майредах. Так, 80 майред соответствуют цветовой температуре в 12 500 K. Большинство современных измерителей цветовой температуры, предназначенных для фотографии и кинематографа, обеспечивает вывод результата как в кельвинах, так и в майредах.